# غوستاف إدقرين
غوستاف إدقرين (بالسويدية: Gustaf Edgren)‏ هو كاتب سيناريو ومنتج أفلام ومخرج ومخرج سويدي، ولد في 1 أبريل 1895 في فارملاند في السويد، وتوفي في 10 يونيو 1954 في حي مدينة بروما ‏ في السويد.

## وصلات خارجية
- غوستاف إدقرين على موقع IMDb (الإنجليزية)
- غوستاف إدقرين على موقع أول موفي (الإنجليزية)
- غوستاف إدقرين على موقع قاعدة بيانات الأفلام السويدية (السويدية)
- غوستاف إدقرين على موقع قاعدة بيانات الفيلم (الإنجليزية)
- غوستاف إدقرين على موقع كينوبويسك (الروسية)